# Cal Met Lleó
Cal Met Lleó és una obra del municipi de Rubí (Vallès Occidental) protegida com a bé cultural d'interès local.

## Descripció
Edifici en cantonada de planta rectangular, tres pisos i golfes. Hi ha una interessant variant en la composició de les façanes: la façana lateral de caràcter domèstic amb obertures desordenades, un rellotge de sol i el nom pintat de l'habitatge enfronta un jardí amb safareig i un hort, la façana del carrer té les obertures endreçades i encapçalades per una galeria de tres arcades orientada cap a ponent. L'interior està articulat per una escala de volta a la catalana i a l'exterior. Es tracta d'una construcció tradicional amb aspecte de masia, encara que sempre ha estat un edifici urbà d'habitatge plurifamiliar.